# 石川怜奈
石川 怜奈（いしかわ れいな、4月24日 - ）は、日本のナレーター、女優。ナレータープロダクション『洒落 Sharaku』所属。血液型A型。東京都出身。立教大学卒業。帰国子女。バイリンガル（日本語、英語）。

## 出演作品

### TVナレーション
- もふもふモフモフ（もふ子）（NHK総合）
- 就活応援TV-2019（NHK総合）リポーター
- 変装かくれんぼ ハイド&シーク（TBS）女性司令官（天の声）
- ノンストップ!（フジテレビ系列)
- ディノス特番 芸能人の激推しアイテム（フジテレビ系列)
- 坂本昌行のOne Dish（フジテレビ系列)
- ビニールハウス～恋愛促成栽培～（BSフジ）
- ビジネスボード（BSフジ）
- ぶらぶら！D級ウォーカー（東海テレビ）
- サタデーステーション ネット企画（テレビ朝日）
- 報道ライブ インサイドOUT（BS11）
- 食の都 かごしまフェア（BS11）
- 特別取材 震災から10年 福島のいま、そして未来（BS11）
- 防災科学技術研究所（BS11）
- 名車再生！（BS11）
- 密着！夢の家づくり（BS11）
- ディスカバリーチャンネル傑インフォマーシャル）作選（BSスカパー!）
- きゅんごる（CSKawaiianTV）

### TVボイスオーバー
- スッキリ（日本テレビ系列）
- 池上彰が教えたい！実は…のハナシ。（日本テレビ系列）
- ノンストップ!（フジテレビ系列）
- みんなのニュース（フジテレビ系列）
- 目撃!超逆転スクープ 世紀の誘拐事件と奇跡の生還SP（フジテレビ系列）
- 目撃!超逆転スクープ2 世紀の凶悪監禁犯VS決死の生還劇（フジテレビ系列）
- 絶体絶命クライシス～その瞬間 命は救われた！～（フジテレビ系列）

### CM・ラジオCMナレーション
- ツイントース (ファンケル)
- 走る女子会シリーズ (KEIRIN)
- 小田急電鉄（江ノ電で、会いに行く。）
- プラズマテレビWooo (日立)
- どうぶつの森 (タカラ)

### WEB・VPナレーション・音声ガイダンス
- ちよだニャンとなる会
- ちよだ猫まつり
- 青森きらりイッピン（青森広報課）
- ボートレース
- ビジュアルコンテ (三井住友海上)
- HDコムZerdis（パナソニック）
- 瞑想用ナレーション英語版（パナソニック）
- アドバンスト・メディア
- Medical Leaders Thailand（英語版）

### サウンドロゴナレーション
- cybozu（サイボウズ）

### 提供読みナレーション
- BS11（アナコメ）

### テレビドラマ ・バラエティ(出演)
- 美女と男子（NHK総合「ドラマ10」）
- 連続テレビ小説「まれ」（NHK総合）
- 偽装の夫婦（日本テレビ系列）
- きょうは会社休みます。（日本テレビ系列）
- 踊る!さんま御殿!! (再現VTR)（日本テレビ系列）
- スペシャリスト (テレビ朝日系列)
- 相棒Season13 (テレビ朝日系列)
- 仮面ライダーゴースト (テレビ朝日系列)
- 緊急取調室SP (テレビ朝日系列)
- ＴＥＡＭ警視庁特別犯罪捜査本部 (テレビ朝日系列)
- 世にも奇妙な物語 (フジテレビ系列)
- ウルトラマンメビウス (TBS系列)
- モノクラ〜ベ（BSスカパー!）

### 映画 (出演)
- ラブ＆ピース (園子温監督)

### CM (出演)
- 東京個別指導学院
- ACUO (LOTTE)

### リポーター
- 就活応援ＴＶ－２０１９ （NHK総合）